# Estrées, Aisne
Estrées är en kommun i departementet Aisne i regionen Hauts-de-France i norra Frankrike. Kommunen ligger  i kantonen Catelet som ligger i arrondissementet Saint-Quentin. År 2022 hade Estrées 408 invånare.

## Befolkningsutveckling
Antalet invånare i kommunen Estrées
Referens: INSEE